# Kanjane
Kanjane falu Horvátországban Šibenik-Knin megyében. Közigazgatásilag Drnišhez tartozik.

## Fekvése
Knintől légvonalban 20, közúton 23 km-re délre, községközpontjától 9 km-re keletre, a Knint Šibenikkel összekötő 33-as számú főúttól keletre, Dalmácia középső részén a Petrovo-mező területén fekszik.

## Története
A Kanjane mező már a középkorban is ismert földrajzi helymeghatározás volt, amely szélesebb értelemben magában foglalta az a dombot és környékét ahol a mai Kadina Glavica található. A 14. században 1345 és 1379 között öt alkalommal is említik „campo Kanane”, illetve „Polye Kanyane” alakban. Ebben az időben ez a vidék az ország egyik leghatalmasabb családjának a Nepilićeknek a birtoka volt. Területét 1522-ben foglalta el a török. Kanjane falu nevét 1530-ban a Livnói szandzsák egyik összeírásában említik először. 1683-ban a velencei hadak szabadították fel a török uralom alól. 1797-ben a Velencei Köztársaság megszűnésével a Habsburg Birodalom része lett. 1806-ban Napóleon csapatai foglalták el és 1813-ig francia uralom alatt állt. Napóleon bukása után ismét Habsburg uralom következett, mely az első világháború végéig tartott. A falunak 1857-ben 447, 1910-ben 474 lakosa volt. Az első világháború után előbb a Szerb Királyság, majd rövid ideig az Olasz Királyság, ezután a Szerb-Horvát-Szlovén Királyság, majd Jugoszlávia része lett. A második világháború idején a falu a szerb felkelők egyik támaszpontja volt. 1991-ben lakóinak 91 százaléka szerb, 8 százaléka horvát nemzetiségű volt. A délszláv háború során szerb lakói csatlakoztak a Krajinai Szerb Köztársasághoz. A horvát hadsereg 1995 augusztusában a Vihar hadművelet során foglalta vissza a települést. 2011-ben mindössze 3 lakosa volt.

## Lakosság
| Lakosság változása | Lakosság változása | Lakosság változása | Lakosság változása | Lakosság változása | Lakosság változása | Lakosság változása | Lakosság változása | Lakosság változása | Lakosság változása | Lakosság változása | Lakosság változása | Lakosság változása | Lakosság változása | Lakosság változása | Lakosság változása |
| ------------------ | ------------------ | ------------------ | ------------------ | ------------------ | ------------------ | ------------------ | ------------------ | ------------------ | ------------------ | ------------------ | ------------------ | ------------------ | ------------------ | ------------------ | ------------------ |
| 1857               | 1869               | 1880               | 1890               | 1900               | 1910               | 1921               | 1931               | 1948               | 1953               | 1961               | 1971               | 1981               | 1991               | 2001               | 2011               |
| 447                | 0                  | 364                | 400                | 433                | 474                | 401                | 507                | 510                | 514                | 495                | 444                | 367                | 233                | 17                 | 3                  |

## Nevezetességei
Szent Petka tiszteletére szentelt szerb pravoszláv temploma 1782-ben épült.